# Frans Jeppson Wall
Frans Osifoh Jeppson Wall (født 19. december 1998), også kendt som Frans, er en svensk sanger, der vandt Melodifestivalen 2016 og repræsenterede dermed Sverige i Eurovision Song Contest 2016 med sangen "If I Were Sorry".

## Karriere
Frans Jeppson Wall blev kendt i Sverige, da han som syvårig sammen med gruppen Elias sang hyldestsangen "Who's da Man" til Zlatan Ibrahimović op til VM i fodbold 2006.
Han deltog i Melodifestivalen 2016 med den reggaeinspirerede sang "If I Were Sorry" og kvalificerede sig direkte til finalen fra fjerde indledende konkurrence. I finalen fik Frans flest point 88 fra den internationale jury og 68 fra befolkningens stemmer 14,4 %)), og han blev dermed den yngste svenske vinder siden Carola Häggkvist i 1983.

## Privatliv
Frans Jeppson Wall har en tvillingesøster og en bror og er tosproget (svensk og engelsk), idet hans far har rødder i Nigeria, og han som barn fra otteårsalderen boede i England. Han har i perioder boet i London, og gik som femtenårig blandt andet i skole dér på en musiklinje.